# Прешовска православна епархија
Прешовска православна епархија (слч. Prešovská eparchia) је православна и канонска епархија која припада аутокефалној Православној цркви чешких земаља и Словачке. Обухвата североисточни део Словачке, са средиштем у граду Прешову где се налази и епархијски катедрални храм Светог Александра Невског. Почевши од 2012. године епархијски архијереј је архиепископ прешовски Ростислав (Гонт), који је од 2014. године уједно и поглавар Православне цркве чешких земаља и Словачке.

## Историја
Корени православља на подручју данашње Прешовске епархије сежу у време мисије светих Ћирила и Методија и њихових ученика и следбеника у Великој Моравској и околним словенским земљама током 9. и 10. века. Након мађарског освајања словачких области и званичног пристајања Мађара уз Римокатоличку цркву, наступила су тешка времена за православне Словене у Угарској. Православље се ипак одржало у североисточним областима где је накнадно основана Мукачевска православна епархија која је деловала под окриљем православне Кијевске митрополије.
Нови ударац православљу у Словачкој нанет је средином 17. века склапањем Ужгородске уније (1646) и стварањем Мукачевске гркокатоличке епархије. Упркос томе, део Словака и Русина је остао привржен православљу, првенствено захваљујући везама са оближном српском Будимском епархијом и Карловачком митрополијом. Међутим, током 18. и 19. века државне власти су систематски спутавале рад православне јерархије, подстичући развој гркокатоличких установа. Тако је 1818. године створена нова Прешовска гркокатоличка епархија са циљем што ефикаснијег преверавања преосталих православних Русина и Словака у областима око Прешова.

### Обнова православља
Услови за обнову и слободан развој православља створени су тек након ослобођења од аустроугарске власти и стварања Чехословачке (1918). Непосредно по окончању рата, православни хришћани из разних крајева Чехословачке ступили су у везу са Српском православном црквом ради обнове редовног црквеног устројства. Тај покрет је био посебно изражен у областима Закарпатја које су 1919. године припале Чехословачкој. Важну улогу у успоставаљу веза са српском јерархијом одиграо је боравак нишког епископа Доситеја (Васића) у Чехословачкој. Његовом заслугом постављени су темељи за стварање редовне црквене управе. Дана 25. септембра 1921. године српски патријарх Димитрије посветио је чешког архимандрита Горазда Павлика за епископа Чешко-моравске епархије.
Током наредних година настављен је рад и међу православним Словацима и Русинима. На молбу православних хришћана из источних делова Чехословачке, Српска православна црква је основала и Мукачевско-прешовску епархију за чијег је првог епископа постављен Дамаскин Грданички (1931). Након његовог преласка у другу епархију, за новог мукачевско-прешовског епископа изабран је Владимир Рајић (1938). У јесен 1938. године, након прве Бечке арбитраже, Чехословачка је била принуђена да Мађарској уступи јужне делове Словачке и Закарпатја. Наредне године Мађарска је окупирала и преостали део Закарпатја, а епископ Владимир је 1941. године заточен и потом протеран у Србију.

### Стварање Прешовске епархије
Ове области су ослобођене 1944. године, али већ наредне године читаво Закарпатје уступљено је Совјетском Савезу и укључено у састав Украјинске ССР, док је област око Прешова остала у саставу Чехословачке. Тада је извршена и подела дотадашње јединствене Мукачевско-прешовске епархије: од источног дела око Мукачева основана је Мукачевско-ужгородска епархија Руске православне цркве, док је од западног дела око Прешова основана посебна Прешовска епархија Чехословачке православне цркве.
Након сложених преговора, Српска православна црква је 1948. године званично дала сагласност да епархије у Чехословачкој пређу у надлежност Московске патријаршије. Крајем 1949. године, за прешовског епископа је изабран руски архимандрит Алексеј (Дехтјерјев) који је хиротонисан почетком 1950. године. Недуго потом, 1951. године, Чехословачка православна црква је добила аутокефалност, а Прешовска православна епархија је била једна од њене четири епархије.
Након распада Чехословачке (1993), православни Чеси и Словаци су одлучили да остану под окриљем јединствене Православне цркве чешких земаља и Словачке, на чијем челу се наизменично смењују архиепископи прашки и архиепископи прешовски. После смрти прешовског архиепископа Николаја (2006) за митрополита чешких земаља и Словачке устоличен је архиепископ прашки Христофор. Након његовог повлачења у априлу 2013. године за новог митрополита је 2014. године изабран архиепископ прешовски Ростислав (Гонт).

## Епископи
- Алексеј (Дехтјерјев) (1950-1955)
- Доротеј (Филипов) (1955-1964)
- Николај (Коцвар) (1965-2006)
- Јоавн (Голонич) (2006-2012)
- Ростислав (Гонт) (2012-данас)